# N'Gaous
N'Gaous là một thị trấn thuộc tỉnh Batna, Algérie. Dân số thời điểm năm 2002 là 25.731 người.